# 日本製鐵
- 日本製鉄 > 新日本製鐵
  - 八幡製鐵 > 日本製鐵
  - 富士製鐵 > 日本製鐵

日本製鐵株式会社（にほんせいてつ、旧字体：日本製鐵株式會社、英語: Japan Iron & Steel Co., Ltd.）は、かつて存在した日本の鉄鋼メーカーである。現在の日本製鉄（にっぽんせいてつ、旧・新日鐵住金）の前身のひとつ。略称は「日鉄」（日鐵、にってつ）。
官営八幡製鉄所を中心とする官営・民営の製鉄事業者が合同し1934年（昭和9年）に設立。法律で規定された半官半民の国策会社であった。太平洋戦争後の1950年（昭和25年）に財閥解体の一環で解体され消滅した。

## 概要
官営八幡製鐵所（福岡県）を中心に、輪西製鐵（北海道）・釜石鉱山（岩手県）・三菱製鐵（朝鮮）・九州製鋼（福岡県）・富士製鋼（神奈川県）の1所5社が1934年（昭和9年）に合同して設立された鉄鋼メーカーである。のちに東洋製鐵と大阪製鐵の2社が加わり、1所7社の合同となった。会社設立の前年1933年（昭和8年）に制定された法律「日本製鐵株式會社法」（日鉄法）で経営が規定され、大蔵省が株式の過半数（設立時は82.2%、解散時は57.0%）を保有していた。当時の日本国内では最大の鉄鋼メーカーであり、日本の鉄鋼業を代表する存在であった。
経済的・軍事的な面から重要視された鉄鋼を低廉かつ豊富に供給し、鉄鋼の輸入を防止するという使命の元に設立され、日中戦争や太平洋戦争を背景として拡大を続けた。戦後は戦時中に荒廃した設備の復旧にあたったが、その途上の1950年（昭和25年）4月、財閥の解体を目的とする過度経済力集中排除法の適用を受け、4社に分割されて日本製鐵は解散した。後継の4社は八幡製鐵・富士製鐵・日鐵汽船（現・NSユナイテッド海運）・播磨耐火煉瓦（現・黒崎播磨）で、そのうち鉄鋼メーカーの八幡製鐵・富士製鐵は1970年（昭和45年）に合併し、新日本製鐵（新日鉄）となった。そして2012年（平成24年）10月1日に住友金属工業と合併し、新日鐵住金が発足した。なお、新日鐵住金は2019年に現在の「日本製鉄」に社名変更した。
事業は中核の鉄鋼事業のほか、副産物を利用する化学事業、自社の製品や原材料を輸送する海運業、セメントや製鉄所で利用する耐火煉瓦を製造する窯業、鉱山を開発する鉱業などを手がけた。

## 沿革
第一条　日本製鉄株式会社は本邦における製鉄事業の確立を図る為政府其の他の製鉄事業者の製鉄事業を基礎として之を設立するものとす

第五条　政府は日本製鉄株式会社の株式総数の二分の一を超ゆる数の株式を所有することを要す
—日本製鉄株式会社法（昭和8年4月6日公布法律第47号）

### 日鉄発足の経緯
明治維新後の日本は、自国で鉄鋼業を持とうとした。鉄鋼は経済的・軍事的にも重要な物資であり、ある程度の自給が望ましいとされたためである。その一環として近代製鉄業発祥の地・岩手県釜石に官営製鉄所（釜石製鐵所）を建設。イギリス人やドイツ人技師の指導の下1880年（明治13年）9月より操業するが、開始から僅か97日で頓挫。東京の鉄屋長兵衛がこの後を引き受け、数年にわたる試行錯誤の結果、継続的な銑鉄生産に成功した。長兵衛は1887年（明治20年）に釜石鉱山田中製鉄所を設立。1894年には日本初のコークス銑の製造にも成功し、この年の生産高は国内鉄生産量の65％に達した。その後の鉄需要の高まりを受けて国は福岡県に官営八幡製鐵所を建設。1901年（明治34年）2月の操業開始の際は、釜石の製鉄所より八幡へ熟練の職工が派遣されている。日露戦争やその後の経済成長で八幡製鐵所は順調に成長を遂げ、第一次世界大戦による輸入量減少で民間の製鉄事業者も大いに発展した。
官・民の製鉄業者を合同（＝「製鉄合同」）すべき、という議論は大戦期から財界を中心に本格的になされるようになり、大戦終結後にはより進展した。大戦終結後、再び鋼材の輸入が増加し、大戦期に勃興した基盤の弱い中小民間業者の多くが過当競争により没落したためである。比較的経営基盤が強固であった釜石鉱山でさえも、政府の補助金が利益を上回る状態であった。政界側にも製鉄合同に向けた動きがあり、1925年（大正14年）には高橋是清農商務大臣（加藤高明内閣）が委員長を務めた製鉄鋼調査会から「八幡製鉄所を中心とする官民の合同会社を立ち上げ、統制と協調によって競争を排除し、輸入鋼材については関税を課して規制し、日本の鉄鋼業の安定的な発展を図るべき」とする答申が出された。昭和恐慌を背景にした産業全体の不振を解決するために組織された臨時産業審議会の1930年（昭和5年）の答申では、製鉄合同の計画がより具体化し、1931年（昭和6年）ごろを目標とする合同会社の設立が計画された。しかし、濱口内閣の緊縮財政政策により資金調達の目処が付かず、この計画は一旦立ち消えとなった。
1932年（昭和7年）に齋藤内閣が発足し、高橋是清が大蔵大臣に留任、中島久万吉が商工大臣に就任すると、製鉄合同の計画はより具体化し、1933年（昭和8年）4月に製鉄合同の基礎となる「日本製鐵株式會社法」（日鉄法）が施行されるに至った。日鉄法の成立に際して商工省より製鉄合同の主旨が発表されているが、それによれば製鉄合同の目的は民間の業者を統合し統制するだけではなく、官営ゆえに様々な規制を受け弾力的な運営ができないでいる官営製鉄所を民営化（株式会社化）する、という側面も持っている。
日鉄法制定以降、合同する事業者の資産の評価作業が進められた。当初の製鉄合同計画では、民間の主要銑鉄・鋼材メーカーのすべてを統合する予定であった。政府が製鉄合同を打診したのは、銑鉄メーカー（高炉を保有する鉄鋼業者）の輪西製鐵・釜石鉱山・東洋製鐵・三菱製鐵・浅野造船所と、鋼材メーカーの九州製鋼・富士製鋼・大阪製鐵・東海鋼業・日本鋼管・浅野小倉製鋼所の合計11社であったが、打診が行われる前にすでに川崎造船所と神戸製鋼所は合同への不参加を表明していた。打診に対し、浅野財閥系の3社（日本鋼管・浅野造船所・浅野小倉製鋼所）は資産評価に不満があるとして参加を保留。東海鋼業は参加の意思があったが株主の反対により参加せずに終わった。その結果、製鉄合同は11社から4社を除いた7社で実現することとなる。その後、1936年（昭和11年）まで、政府は浅野財閥に、溶鉱炉の新設を許可しなかった。

### 日鐵発足と創業時代
| 年次 （暦年） | 銑鉄 | 鋼塊 | 普通鋼 圧延 鋼材 |
| ------------- | ---- | ---- | ---------------- |
| 1934年        | 186  | 201  | 143              |
| 1935年        | 200  | 237  | 160              |
| 1936年        | 203  | 273  | 181              |
| ※単位＝万トン |      |      |                  |

1934年（昭和9年）1月29日、会社の創立総会が開かれ、1所（八幡製鐵所）5社（輪西製鐵・釜石鉱山・三菱製鐵・九州製鋼・富士製鋼）の統合により日本製鐵株式會社（日鉄）が発足した。会社の設立方式は現物出資で、政府の八幡製鐵所と付属炭鉱（二瀬炭鉱）および5社の製鉄事業に関する資産が継承された。社長兼会長には官僚出身の中井励作が就任した。31日には設立登記が完了。2月1日より、八幡製鐵所・輪西製鐵所・釜石製鐵所・兼二浦製鐵所・富士製鋼所・二瀬鉱業所の6作業所をもって、日鐵は営業を開始した。1934年3月31日、さらに東洋製鐵の資産の現物出資が加わり、八幡製鐵所戸畑作業所が日鐵の工場として発足した。2年後の1936年（昭和11年）には日鐵は大阪製鐵より資産を買収し、大阪製鐵所を発足させ、1所7社の合同が完成した。東洋製鐵と大阪製鐵の参加が遅れたのは株式を上場していたためと、大阪製鉄については株主の反対もあったためである。
会社設立前に起きた満州事変以降日本の景気は好転しており、産業資材や軍需資材となる鉄鋼の需要も増加傾向にあったため、日鐵は発足直後から生産規模の拡張を求められた。創業時代においては、以下のような拡張計画が実行されている。
第1次拡張計画
1934年10月より着手された。対象は八幡・釜石・兼二浦の各製鐵所と富士製鋼所で、設備の拡充が行われた。主要な工事に、八幡製鐵所の1000トン高炉の新設がある。新設された日産1000トンの大型高炉は、日本国内では初めてとなるもので、世界水準にも劣らない設備であった。また、八幡製鐵所では高級鋼板・珪素鋼板の生産体制が整えられ、富士製鋼所では帯鋼設備が建設された。いずれもそれまで多くを輸入に頼っていた品種である。
拡張工事は1937年（昭和12年）にほぼ完成し、生産能力は銑鉄35万トン・製鋼53万トン・鋼材19万トンそれぞれ増加した。
第2次拡張計画
1935年（昭和10年）10月より着手された。対象は八幡・輪西・釜石・兼二浦の各製鐵所である。八幡では1000トン高炉が1基追加されたほか、その他の製鉄所でも設備拡張が実施された。特に、釜石製鐵所では本格的な銑鋼一貫設備が整備された。
拡張工事は1939年（昭和14年）にほぼ完成。1936年に買収した大阪製鐵と合わせ、生産能力は銑鉄85万トン・製鋼68万トン・鋼材19万5千トンそれぞれ増加した。

### 日中戦争時代
| 年次 （暦年） | 銑鉄 | 鋼塊 | 普通鋼 圧延 鋼材 | 特殊鋼 圧延 鋼材 |
| ------------- | ---- | ---- | ---------------- | ---------------- |
| 1937年        | 216  | 289  | 201              |                  |
| 1938年        | 230  | 305  | 218              |                  |
| 1939年        | 270  | 306  | 222              |                  |
| 1940年        | 283  | 310  | 216              | 0.4              |
| ※単位＝万トン |      |      |                  |                  |

日鐵発足の3年後の1937年（昭和12年）、日中戦争が始まった。戦争では多くの軍需物資が必要であったが、対外関係の悪化から輸入に頼らず物資を国内で自給することを求められた。日鐵は鉄鋼の需要増に応じ、さらなる拡張計画を実施していった。
第3次拡張計画
1936年着手。主な工事に、八幡製鐵所における帯鋼・ブリキ一貫製造ラインの新設（1940年完成）、輪西製鐵所の銑鋼一貫設備（仲町工場）の建設（1939年操業開始）がある。
第4次拡張計画
1937年着手。広畑製鐵所が建設された（1939年操業開始）。
第3次・第4次拡張計画によって、日鐵の年間能力は、銑鉄140万トン・製鋼100万トン・鋼材106万トンそれぞれ増加した。
第5次拡張計画
1937年策定。日鐵最後の拡張計画となった。朝鮮に清津製鐵所が新設された（1942年操業開始）のみで、他の製鉄所の拡張は戦争拡大に伴う資材の入手困難により計画に盛り込まれなかった。
第5次拡張計画によって、43万トンの銑鉄生産能力が加わった。
生産の拡張と並行して、鉄鉱石・石炭など原料の確保を狙った原料部門への投資も積極的に行われた。その中で最も大きなものは日鉄鉱業の設立である。製鉄合同により日鐵に継承された二瀬炭鉱と、釜石鉱山などの旧会社に残った鉄山・炭鉱を統合して1939年（昭和14年）に設立され、日鐵が全額出資する子会社であった。日鐵の資源会社という位置づけであり、以降資源に関する施策は同社を中心として行われていくことになる。
外地や占領地での資源確保もこの時期に盛んになっている。日中戦争の拡大により日本軍が1938年（昭和13年）に大冶鉄山を占領すると、同鉱山の経営を任されることになった。大冶鉄山は日鐵との関係が深く、官営八幡製鐵所が創業時代から鉄鉱石を輸入していた鉱山である。その他、中国の占領地では華中鉄鉱などの会社が設立され、鉱山の経営にあたっている。また、清津製鐵所への鉄鉱石・石炭供給を目的として朝鮮に茂山鉄鉱開発（茂山鉱山を経営）、満州国に密山炭砿（密山炭鉱を経営）が設立された。
経営者について見ると、1937年6月に平生釟三郎が2代目会長に就任。1939年6月には初代社長中井励作が引退し中松真卿が2代目社長に就任するが、1940年（昭和15年）には会長制を廃止して会長・社長の二頭経営を統一し、平生釟三郎が3代目社長に就任した。

### 太平洋戦争時代
| 年次 （暦年） | 銑鉄 | 鋼塊 | 普通鋼 圧延 鋼材 | 特殊鋼 圧延 鋼材 |
| ------------- | ---- | ---- | ---------------- | ---------------- |
| 1941年        | 344  | 318  | 215              | 0.6              |
| 1942年        | 337  | 342  | 231              | 0.8              |
| 1943年        | 356  | 375  | 246              | 4.3              |
| 1944年        | 309  | 330  | 213              | 12.6             |
| 1945年        | 102  | 106  | 61               | 7.2              |
| ※単位＝万トン |      |      |                  |                  |

1940年（昭和15年）10月、アメリカ合衆国は鉄鉱石と並び重要な鋼材の原材料である屑鉄の対日禁輸措置を行った。アメリカ産屑鉄は国内消費量の大部分を占めていただけに、原材料の外国依存からの脱却が急務となった。1941年（昭和16年）12月に太平洋戦争が開戦すると、その要請は一段と増すことになる。開戦と同じ月、日鉄の4代目社長に海軍出身の豊田貞次郎が就任、以降1945年（昭和20年）5月に渡辺義介が社長に就任するまでの戦時中の期間は豊田が指揮を執った。
開戦初期は、鉄鉱石・屑鉄不足や資材不足などの悪条件下でありながらも増産への努力が続けられた。広畑製鐵所や輪西製鐵所の新設備が軌道に乗り、清津製鐵所の火入れが行われるなど日中戦争期に着手された拡張計画が完成するのがこの時期になり、1943年（昭和18年）まで生産量を伸ばすことができた。また、軍部の要請に応えて弾丸鋼や防弾鋼、航空機用鋼材などの軍需向け特殊鋼を増産した。
1942年（昭和17年）以降戦局が後退すると、原材料の輸送難を解消するため原材料の所在地（中国の占領地）で鉄鋼を増産する計画が立てられた。それに基づいて北京市郊外の既存製鉄所を元に1942年12月には北支那製鉄が設立され、国内の製鉄所から設備を移設して拡大させた。
その後戦局は悪化の一途をたどり、海外からの原材料輸送が困難となったために質の悪い国内資源に頼らざるを得なくなり、1944年（昭和19年）以降生産量は減少していく。同年6月には初めて工場に空襲があり、これも生産量減少の一因となった。空襲は徐々に激化し、翌1945年（昭和20年）にかけて八幡・大阪製鐵所と富士製鋼所が被災した。1945年7月には輪西・釜石製鐵所を狙った艦砲射撃があり、特に釜石製鐵所は再起不能と言われるほどの被害を受けた。また、中国の製鉄所を強化する方針が立てられ、設備移設のために大阪製鐵所は解体された。
1945年7月に日本鋼管が高炉の火を落としてから、日鐵が高炉の操業を続ける唯一の企業であったが、生産活動は行き詰っていた。そのような状況の中、終戦を迎えることになる。

### 戦後復興
| 年次 （暦年） | 銑鉄 | 鋼塊 | 普通鋼 圧延 鋼材 | 特殊鋼 圧延 鋼材 |
| ------------- | ---- | ---- | ---------------- | ---------------- |
| 1946年        | 14   | 14   | 11               | 0.3              |
| 1947年        | 25   | 30   | 14               | 0.4              |
| 1948年        | 57   | 62   | 30               | 0.3              |
| 1949年        | 104  | 121  | 63               | 0.2              |
| ※単位＝万トン |      |      |                  |                  |

1945年8月、日本の降伏により太平洋戦争は終結した。その結果日鉄は外地・占領地における事業を喪失し、戦災や原材料不足により疲弊した内地事業のみが残った。終戦したものの、原料事情のさらなる悪化（原材料の輸入が禁止され、国内資源の供給もほぼ停止していた）のために高炉の操業継続は困難で、終戦時8基稼動していた高炉は翌1946年（昭和21年）には八幡・輪西製鉄所の計5基がかろうじて操業を継続するまでに落ち込んだ。1946年度の生産量は日鉄発足時の1割に満たない。
日鉄の戦後の課題は、凋落した生産の復興とGHQの占領政策への対応であった。1946年5月に釜石鉱山出身の三鬼隆が社長に就任、戦後の復興は三鬼によって進められることになる。
戦後の原材料不足は深刻であった。鉄源不足は鉄鉱石のストックと屑鉄（戦災屑や兵器屑）によりある程度賄えたが、石炭は炭鉱の操業状態の悪化で欠乏していた。少ない石炭を効率良く運用するため、1946年9月より輪西製鉄所の高炉が停止され、八幡製鉄所での集中生産が実施された。政府の政策（傾斜生産方式）も、石炭の割当て増加によって鉄鋼の増産に繋がった。しかしこれらの対策よりも効果があったのが1947年（昭和22年）後半以降の石炭・鉄鉱石の輸入再開で、原材料難が解決したため高炉が相次いで復活し、生産量は1948年度・49年度ともに前年度よりも倍増した。1950年（昭和25年）3月には広畑製鉄所の高炉も再稼動し、八幡・輪西・釜石・広畑の全製鉄所で高炉の稼動が実現した。
復興の障壁となったのが戦争賠償問題と日鉄の解体問題である。終戦直後、戦災で壊滅した釜石製鉄所を除く4工場が賠償工場に指定されており、設備の過半が賠償に充てられ撤去される可能性があった。しかし、GHQの賠償の方針は徐々に好転し主力の工場や設備が撤去される可能性は低くなり、最終的に設備が撤去されることはなかった。だが、もう一方の日鉄解体問題は、日鉄を解体に導くことになる。

### 日鉄の解体
GHQの占領開始当初からの方針である財閥解体は、三菱などの四大財閥だけでなく大企業にも対象が及んだ。日鉄はその規模ゆえに、早くから解体の対象とされた。
まず1946年3月、日鉄は「制限会社」に指定された。これは財閥解体の方針に沿って、営業譲渡・解散・財産処分などを制限し、金融・株式関連の事項を大蔵大臣の許認可制として、終戦当時の状態を維持させることを狙いとしている。次の段階として同年12月、今度は持株会社整理委員会によって「持株会社」として指定され、制限会社よりも高度な業務の監視と制限をうけることとなった。持株会社の指定によって保有していた関係会社49社の株式は1947年3月と同年9月の2度にわたって持株会社整理委員会に引き渡され、日鉄は日鉄鉱業・日本特殊鋼管・日本ピッチコークスなどの関係会社との株式関係が切れた。
1947年3月には、経営陣に対しGHQから日鉄を分割せよとの指示が下された。さらに、同年12月過度経済力集中排除法（集排法）が成立すると、同法により日鉄は過度に経済力が集中している企業として指定された。これに対し経営者側は分割すると運営が非効率となるとして反対し、GHQとの間で分割中止に向けた折衝を続けたが、GHQ側の意志は固く、1948年10月に「日鉄は日本の鉄鋼業において競争を制限している」といった事実により過度経済力集中に該当すると認定され、解体指令が出された。経営陣はそれでもなお解体回避に向けた折衝を続けたが、12月にはGHQより決定指令が出され、日鉄の解体が決定した。
日鉄の解体が決定すると、それに対応する日鉄再建整備計画の審議が開始された。広畑製鉄所の帰属をめぐる問題などの諸問題があったが、解体決定の1年後の1949年（昭和24年）12月、日鉄再建整備計画は認可され、それに沿って第二会社の設立準備が進められた。そして1950年（昭和25年）4月1日、この再建計画に沿って八幡製鐵株式會社・富士製鐵株式會社・日鐵汽船株式会社・播磨耐火煉瓦株式会社の4つの第二会社が設立された。八幡製鐵と富士製鐵は鉄鋼メーカーで、前者が八幡製鉄所を、後者が輪西・釜石・広畑の各製鉄所と富士製鋼所を継承した。日鉄の海運部門は日鐵汽船に、赤穂・高砂の両炉材工場は播磨耐火煉瓦に継承された。
日鉄は第二会社の設立と同時に解散して清算業務を開始し、清算会社となった。1950年8月には日鉄法廃止法が成立し、対象を失った日鉄法は廃止された。懸案だった戦争賠償問題も、サンフランシスコ平和条約発効により1952年（昭和27年）4月に指定が解除された。清算業務は1957年（昭和32年）11月に事実上終了し、日鉄は完全に消滅した。

### 日鉄第二会社のその後
第二会社の八幡製鐵と富士製鐵は、1970年（昭和45年）に合併して巨大鉄鋼メーカー・新日本製鐵株式会社（新日鉄）となった。新日鉄は2012年（平成24年）には住友金属工業を吸収合併して新日鐵住金株式会社となったが、2019年（平成31年）4月に日本製鉄株式会社（にっぽんせいてつかぶしきかいしゃ）に改称し、読み方こそ違えど源流の「日鉄」の名称を復活させることになる。
播磨耐火煉瓦はハリマセラミックに改称の後、2000年（平成12年）に日鉄と関係があった黒崎窯業と合併し、黒崎播磨となった。日鐵汽船は新和海運に改称の後、2010年（平成22年）にNSユナイテッド海運に改称。この黒崎播磨・NSユナイテッド海運や、日鉄時代に資本関係が切れた日鉄鉱業も現在では新日鉄と資本関係が復活している。

## 年表
- 1933年（昭和8年）
  - 4月5日 - 日本製鐵株式會社法（日鉄法）公布、翌6日施行。
- 1934年（昭和9年）
  - 1月29日 - 日本国政府・輪西製鉄・釜石鉱山・三菱製鉄・富士製鋼の現物出資により、日本製鐵株式會社（日鉄）を設立。
  - 1月31日 - 設立登記完了。資本金3億4594万円。
  - 2月1日 - 八幡・輪西・釜石・兼二浦の各製鉄所と富士製鋼所・二瀬鉱業所をもって営業開始。
  - 3月31日 - 東洋製鉄の現物出資により、八幡製鉄所戸畑作業所が発足。
  - 5月2日 - 東洋製鉄現物出資による増資の登記が完了、資本金は3億5982万1千円に。
- 1935年（昭和10年）
  - 7月1日 - 株式を東京・大阪の両株式取引所で上場。
- 1936年（昭和11年）
  - 5月1日 - 大阪製鉄の事業を買収し、大阪製鉄所が発足。
- 1937年（昭和12年）
  - 2月15日 - 八幡製鉄所において、日本初となる日産1000トンの大型高炉に火入れ。
- 1938年（昭和13年）
  - 3月3日 - 黒崎窯業（現・黒崎播磨）と共同で、日本炉材製造（後の日鉄炉材製造）を設立。
  - 5月30日 - 5億円に増資（12月27日登記完了）。
  - 12月15日 - 大冶鉄山（中国）を管理する大冶鉱業所を新設。
- 1939年（昭和14年）
  - 5月4日 - 清津製鉄所発足。
  - 5月5日 - 広畑製鉄所発足（10月15日操業開始）。
  - 5月20日 - 二瀬鉱業所を現物出資し、日鉄鉱業を設立。
  - 12月15日 - 輪西製鉄所仲町地区が操業開始。
- 1941年（昭和16年）
  - 3月 - 8億円に増資（9月12日登記完了）。
- 1942年（昭和17年）
  - 5月25日 - 清津製鉄所操業開始。
  - 12月27日 - 北支那製鉄を設立。
- 1944年（昭和19年）
  - 11月30日 - 日鉄炉材製造を合併。
- 1945年（昭和20年）
  - 3月 - 設備移転のため、大阪製鉄所解体。
  - 8月9日 - 艦砲射撃により釜石製鉄所被災。高炉も停止。
  - 8月15日 - 日本の敗戦により、兼二浦・清津製鉄所などの外地・占領地の資産を喪失。
- 1946年（昭和21年）
  - 1月7日 - 広畑製鉄所のすべての高炉が停止。
  - 3月14日 - 「制限会社」に指定される。
  - 9月2日 - 輪西製鉄所のすべての高炉が停止。
  - 12月7日 - 「持株会社」に指定される。
- 1947年（昭和22年）
  - 3月18日 - 輪西製鉄所の高炉が再稼動。
  - 3月19日 - 日鉄鉱業・日本特殊鋼管などの株式を持株会社整理委員会に引渡し。
- 1948年（昭和23年）
  - 5月15日 - 釜石製鉄所の高炉が再稼動。
  - 12月16日 - 持株会社整理委員会が日鉄の解体を決定。
- 1949年（昭和24年）
  - 4月 - 大阪製鉄所を分離し、大鐵工業（現在の大阪製鐵の前身）を設立。
- 1950年（昭和25年）
  - 3月28日 - 広畑製鉄所の高炉が再稼動。
  - 4月1日 - 日鉄解散。八幡製鐵・富士製鐵・日鐵汽船・播磨耐火煉瓦の4社が日鉄の資産を継承して発足。
  - 8月5日 - 日鉄法廃止法公布により、日鉄法廃止。
- 1957年（昭和32年）
  - 11月26日 - 清算業務終了。

## 事業

### 鉄鋼業
日鉄のメインの事業は、鉄鉱石や屑鉄から鋼材を作り出す鉄鋼業である。製鉄合同で引き継いだ6工場と、日鉄発足後に建設した2工場の計8工場を鉄鋼業の拠点として使用していた。工場の名称と所在地、製鉄合同前の保有者、主な設備（高炉・平炉・電気炉）は以下のとおりである。
- 八幡製鉄所 - 福岡県八幡市に所在。旧官営製鉄所だが、西八幡工場は旧九州製鋼、戸畑市所在の戸畑作業所は旧東洋製鉄。高炉・平炉・電気炉を保有。
- 輪西製鉄所 - 北海道室蘭市に所在。旧輪西製鉄。高炉・平炉を保有。
- 釜石製鉄所 - 岩手県釜石市に所在。旧釜石鉱山。高炉・平炉を保有。
- 兼二浦製鉄所 - 朝鮮の黄海道に所在。旧三菱製鉄。高炉・平炉を保有。
- 大阪製鉄所 - 大阪府大阪市に所在。旧大阪製鉄。平炉を保有。
- 富士製鋼所 - 神奈川県川崎市に所在。旧富士製鋼。平炉を保有。
- 広畑製鉄所 - 兵庫県飾磨郡広畑町に所在。高炉・平炉を保有。
- 清津製鉄所 - 朝鮮の咸鏡北道に所在。高炉を保有。

上記のうち、日鉄解体に伴って八幡製鉄所は八幡製鐵に、輪西・釜石・広畑製鉄所は富士製鐵に継承され、両社の合併により現在はいずれも新日鉄の製鉄所である（輪西製鉄所は室蘭製鉄所に改称している）。富士製鋼所は富士製鐵に継承され、川崎製鋼所と改称した後新日鉄に継承されたが、子会社に移管され日鐵建材工業（現・日鉄建材）川崎製鋼所となり、2001年（平成13年）に閉鎖された。
残りの3工場は日鉄解体以前に消滅している。大阪製鉄所は1945年3月に解体。日鉄解体直前に大鐵工業に譲渡され、同社により再建されて現在は大阪製鐵恩加島工場である。朝鮮の兼二浦・清津製鉄所は日本の敗戦により喪失し、現在では北朝鮮の製鉄所として操業しているとされる。
製品は工場によって異なるが、日鉄は条鋼（形鋼・線材など）や鋼板（薄鋼板・厚鋼板・帯鋼など）の鋼材や、他の鉄鋼業者に販売する銑鉄・鋼塊（銑鉄を製鋼したもの）・鋼片（鋼塊を圧延したもの）を製品として製造していた。中核の八幡製鉄所は他の工場よりも多種多様な製品を製造でき、軌条・ブリキ・ケイ素鋼板などの特殊な製品は八幡でしか製造していない。

### 化学工業
日鉄の化学工業部門は、コークス炉でコークスを乾留する際に出るコールタールなどの副産物を利用して化成品を製造する石炭化学である。コークスは高炉の操業に必要なものなので、それに付属する化学事業は高炉のある6工場で実施されていた。
製品はベンゼン・トルエン・クレゾール・ナフタレン・ピッチ・クレオソート油・硫酸アンモニウムなどである。

### 窯業
日鉄が手がけた窯業は、耐火煉瓦とセメントの製造である。
耐火煉瓦は炉材として使用するもので、日鉄発足時は八幡・釜石・兼二浦の3製鉄所で製造していた。1944年（昭和19年）12月には子会社の日鉄炉材製造を合併し同社が運営していた工場を移管し、輪西製鉄所内に煉瓦工場を、広畑製鉄所に付属する高砂・赤穂の両煉瓦工場を置いた。これらの6つの煉瓦工場のうち、高砂・赤穂の煉瓦工場は日鉄解体に伴って播磨耐火煉瓦に継承されている。
セメントは高炉セメントと呼ばれるものを製造していた。高炉セメントは、通常のセメントに高炉から出る鉱滓を混ぜて製造される。八幡製鉄所にロータリーキルンを設置して製造された。

### 海運業
日鉄の海運業は、主に自社の原材料や製品を輸送するためのものであった。
日鉄の海運業は、官営製鉄所が保有していた蒸気船3隻で発足した。日中戦争・太平洋戦争期には鉄鋼増産の影響で自社船の需要が高まったために1939年から1943年にかけて蒸気船数12隻を購入。1943年から1945年にかけては戦時標準船58隻の割り当てを受け、機帆船62隻も購入し、大船主の一つとなった。しかし、戦局の悪化に伴って1943年には日鉄で初めて撃沈される船舶が出、以降船舶の喪失が増え続けて終戦時には汽船28隻（そのうち戦時標準船は27隻で、在来船は1隻のみ）、機帆船42隻に減少していた。
戦後は1隻建造したのみで、日鉄解体に伴って大型汽船23隻が日鐵汽船に継承された。

### 鉱業
日鉄の鉱業は、石炭を産出する二瀬炭鉱（福岡県）などを官営製鉄所から引き継いで開始された。二瀬炭鉱やその周囲の炭鉱を経営する二瀬鉱業所が日鉄発足当初から設置された。しかし、これらの鉱山は1939年（昭和14年）5月に日鉄鉱業に現物出資され、日鉄の手を離れた。
日鉄鉱業設立以降は同社が資源開発の中心となったが、一部の中国占領地の鉱山は日鉄の直営となった。1939年9月には日本軍が占領した大冶鉄山を経営する大冶鉱業所が発足する。大冶鉄山の他にも中国には日鉄直営の鉱山があったが、1942年（昭和17年）7月に日鉄鉱業に移管している。日鉄による大冶鉄山開発は、戦局が悪化する1945年（昭和20年）2月まで続いた。

## 役員

### 社長
歴代社長は6人。6代目社長の三鬼は八幡製鐵の初代社長に就任、5代目社長の渡辺は2代目八幡製鐵社長に就任している。
1. 中井励作 - 1934年1月就任（製鉄所長官より異動）、1939年6月退任。元農商務次官。
2. 中松真卿 - 1939年6月就任（常務取締役より昇格）、1940年12月退任。元特許局長官。
3. 平生釟三郎 - 1940年12月就任（会長より異動）、1941年12月退任。貴族院議員、元文部大臣。
4. 豊田貞次郎 - 1941年12月就任、1945年4月退任。海軍出身、元外務大臣。
5. 渡辺義介 - 1945年5月就任、1946年3月退任。官営製鉄所出身。
6. 三鬼隆 - 1946年5月就任、1950年4月退任（日鉄解散）。釜石鉱山出身。

### 会長
歴代会長は2人。会長制は会社設立時からあったが、1940年12月の体制改革で廃止された。
1. 中井励作 - 1934年1月就任（社長兼任）、1937年6月退任（兼任解除）。
2. 平生釟三郎 - 1937年6月就任、1940年12月社長に異動。

### その他の役員
社長・会長ではない主な役員（常務取締役、取締役など）を挙げる。
- 野田鶴雄（常務取締役）
- 磯村豊太郎（取締役）
- 井上匡四郎（取締役）
- 吉田豊彦（取締役）
- 牧田環（取締役）
- 松本健次郎（取締役）
- 荒城二郎（取締役）
- 渋沢正雄（副社長）
- 郷誠之助（取締役、元東洋製鉄経営者）
- 尾形次郎（取締役）
- 長崎栄十郎（取締役）
- 田尻生五（取締役）
- 原邦道（副社長）
- 永持源次（常務取締役）
- 星埜守一（常務取締役）
- 川島三郎（取締役）
- 斯波孝四郎（取締役）
- 古田俊之助（監査役）
- 小須田勝造（副社長）
- 大塚万丈（取締役）
- 森田恵三郎（取締役）
- 長谷川治良（取締役）
- 永野重雄（代表取締役、のちの富士製鐵初代社長）

## 関係会社
日鉄が投資していた関係会社には、鉄鋼業者やその関連製品メーカー、原材料関連の会社、輸送関連の会社などがある。そのうちの主な会社は以下のとおりである。いずれも、戦後の財閥解体で、日鉄解体までに株式を手放している。
日鉄鉱業株式会社
日鉄保有鉱山を現物出資して1939年（昭和14年）5月20日に設立。製鉄合同に参加した釜石鉱山や旧輪西製鉄の鉱山を統合した。日鉄の全額出資であり、製品（鉱石・石炭など）の大半が日鉄へと供給された。石灰石を中心とする鉱業業者として現存。
茂山鉄鉱開発株式会社
1939年12月6日に設立。三菱鉱業が50%、日鉄が25%、日鉄鉱業が25%を出資。茂山鉄山（朝鮮）を三菱鉱業から継承し、清津製鉄所に産出する鉄鉱石を供給した。
密山炭砿株式会社
1941年（昭和16年）7月10日に設立。日鉄、日鉄鉱業、満州炭砿とその親会社の満州重工業開発が出資。満州国の密山炭田を開発し、石炭を清津製鉄所などへ供給した。
北支那製鉄株式会社
北京の石景山で製鉄所（石景山製鉄所）を運営。石景山製鉄所は日中戦争中に日本軍が接収した後の1938年（昭和13年）11月に、日鉄の技術協力により操業を開始した。1940年（昭和15年）11月29日には北支那開発と日鉄の共同で石景山製鉄鉱業組合が設立され、製鉄所の運営は同組合に移管される。北支那製鉄は銑鋼一貫設備の建設（石景山製鉄所の拡張）を目的に、1942年（昭和17年）12月27日に北支那開発と日鉄の共同で設立され、製鉄所を継承した。その後、高炉・コークス炉・平炉・圧延設備などの銑鋼一貫設備が建設されるが、一部の建設が終わった段階で終戦を迎えた。
日鉄炉材製造株式会社
1938年（昭和38年）3月3日、黒崎窯業（現・黒崎播磨）との共同出資で日本炉材製造株式会社として設立。黒崎窯業の高砂工場・室蘭工場を1938年6月に買収し、耐火煉瓦の製造を開始した。1940年12月には赤穂工場を建設。1942年10月に日鉄が黒崎窯業の株式を肩代わりし、12月には日鉄炉材製造に社名変更した。1944年（昭和19年）11月30日に日鉄に合併され、室蘭工場は輪西製鉄所所属の煉瓦工場、赤穂・高砂工場は広畑製鉄所所属の煉瓦工場とされた。
日本特殊鋼管株式会社
日鉄は製造していなかった鋼管を製造。1942年3月資本参加、管材を同社へ供給していた。後の八幡鋼管で、八幡製鐵に合併されたため現存しない。
日本ピッチコークス工業株式会社
1941年9月資本参加。ピッチコークスメーカーで、同社に原料を供給していた。戦後に日鐵化学工業に社名変更。新日鐵化学の前身。